# Semion Tcheliuskin
Semion Ivanovitch Tcheliuskin (em russo:  Семен Иванович Челюскин, 1700 — 1764) foi um explorador russo do Ártico e oficial da Marinha Imperial Russa.

## Biografia
Chelyuskin graduou-se na Escola de Matemática e Navegação de Moscou. Serviu na Frota do Báltico como ajudante de navegação (1726), e foi promovido a navegador (1733). Cheliuskin foi escolhido para a segunda expedição a Kamchatka (Grande Norte), na qual participou até 1743. Participou também na expedição dirigida por Vasily Pronchischev e Khariton Laptev. Na primavera de 1741, Chelyuskin fez um reconhecimento por terra do rio Katanga até ao rio Piasina.
Descreveu a costa ocidental entre a península de Taimir e a baía Middendorf, e daí desde a foz do Piasina até à do rio Ienissei.
No inverno de 1741-42 viajou de Turujansk até à foz do rio Katanga, descrevendo a costa norte da península de Taimir, desde o cabo Faddey, a leste, até à foz do rio Taimira, a oeste. Em 1746, comandou a frota "Princesa Isabel".
Chelyuskin encontrou o ponto mais setentrional do continente asiático, que posteriormente, em 1843, Aleksandr Middendorf iria chamar cabo Chelyuskin.
Foi desmobilizado da Frota do Báltico com a patente de capitão em 1760.
Na década de 1930, a União Soviética pretendeu verificar a navegabilidade da Passagem do Nordeste. Para tal utilizou um barco a vapor construído na Dinamarca em 1933 chamado "Semion Chelyuskin"". No entanto, este ficou preso no gelo, e a operação montada para salvar os tripulantes constituiu um épico resgate.
Seu lugar de repouso é desconhecido.